# Eishockey-Weltmeisterschaft der Junioren 1983
Die Eishockey-Weltmeisterschaft der Junioren 1983 war die siebte Austragung der Weltmeisterschaft in der Altersklasse der Unter-20-Jährigen (U20) durch die Internationale Eishockey-Föderation IIHF. Junioren-Weltmeister wurde zum fünften Mal die Mannschaft der Sowjetunion.
Die A-Weltmeisterschaft fand vom 26. Dezember 1982 bis zum 4. Januar 1983 in Leningrad, Sowjetunion statt. Die B-Weltmeisterschaft wurde vom 14. bis 20. März 1983 in Anglet, Frankreich ausgetragen. Erstmals wurde eine C-Gruppe ausgetragen, sie fand vom 3. bis 9. März 1983 in Bukarest, Rumänien ausgespielt. Insgesamt nahmen 20 Mannschaften an den Turnieren teil.

## Weltmeisterschaft
Die Weltmeisterschaft fand in der sowjetischen Stadt Leningrad statt. U20-Weltmeister wurde das gastgebende Team der UdSSR. Das Team aus Norwegen stieg ab und wurde durch Aufsteiger Schweiz ersetzt.

### Modus
Zugelassen waren Spieler unter 20 Jahren (U-20). Es nahmen acht Mannschaften teil, die in einer gemeinsamen Gruppe je einmal gegen jeden Gruppengegner antraten. Weltmeister wurde der Gruppensieger. Der Letzte stieg in die B-Weltmeisterschaft ab. 

### Spiele und Abschlusstabelle
| Pl. |                  | Sowjetunion | Tschechoslowakei | Kanada | Schweden | Vereinigte Staaten | Finnland | Deutschland BR | Norwegen | Sp | S | U | N | Tore  | Punkte |
| --- | ---------------- | ----------- | ---------------- | ------ | -------- | ------------------ | -------- | -------------- | -------- | -- | - | - | - | ----- | ------ |
| 1.  | UdSSR            |             | 4:3              | 7:3    | 5:1      | 5:3                | 7:2      | 12:0           | 10:1     | 7  | 7 | 0 | 0 | 50:13 | 14: 0  |
| 2.  | Tschechoslowakei | 3:4         |                  | 7:7    | 4:2      | 6:4                | 5:3      | 9:0            | 9:2      | 7  | 5 | 1 | 1 | 43:22 | 11: 3  |
| 3.  | Kanada           | 3:7         | 7:7              |        | 2:5      | 4:2                | 6:3      | 4:0            | 13:0     | 7  | 4 | 1 | 2 | 39:24 | 09: 5  |
| 4.  | Schweden         | 1:5         | 2:4              | 5:2    |          | 4:1                | 4:6      | 4:2            | 15:3     | 7  | 4 | 0 | 3 | 35:23 | 08: 6  |
| 5.  | USA              | 3:5         | 4:6              | 2:4    | 1:4      |                    | 4:2      | 6:5            | 8:3      | 7  | 3 | 0 | 4 | 28:29 | 06: 8  |
| 6.  | Finnland         | 2:7         | 3:5              | 3:6    | 6:4      | 2:4                |          | 9:1            | 10:2     | 7  | 3 | 0 | 4 | 25:29 | 06: 8  |
| 7.  | BR Deutschland   | 0:12        | 0:9              | 0:4    | 2:4      | 5:6                | 1:9      |                | 4:2      | 7  | 1 | 0 | 6 | 12:46 | 02:12  |
| 8.  | Norwegen         | 1:10        | 2:9              | 0:13   | 3:15     | 3:8                | 2:10     | 2:4            |          | 7  | 0 | 0 | 7 | 13:69 | 00:14  |

### Beste Scorer
Abkürzungen: Sp = Spiele, T = Tore, V = Assists, Pkt = Punkte, SM = Strafminuten; Fett: Turnierbestwert
| Spieler          | Mannschaft       | Sp | T  | V | Pkt | SM |
| ---------------- | ---------------- | -- | -- | - | --- | -- |
| Vladimír Růžička | Tschechoslowakei | 7  | 12 | 8 | 20  | 6  |
| German Wolgin    | UdSSR            | 7  | 11 | 3 | 14  | 10 |
| Tomas Sandström  | Schweden         | 7  | 9  | 3 | 12  | 12 |
| Oleg Starkow     | UdSSR            | 7  | 6  | 6 | 12  | 2  |
| Dave Andreychuk  | Kanada           | 7  | 6  | 5 | 11  | 14 |
| Sergei Charin    | UdSSR            | 7  | 8  | 2 | 10  | 2  |
| Jali Wahlsten    | Finnland         | 7  | 7  | 3 | 10  | 0  |
| Mario Lemieux    | Kanada           | 7  | 5  | 5 | 10  | 12 |
| Leonid Truchno   | UdSSR            | 7  | 4  | 6 | 10  | 13 |
| Petr Klíma       | Tschechoslowakei | 7  | 4  | 4 | 8   | 6  |

### Titel, Auf- und Abstieg
| Weltmeister UdSSR       | Sergei Ageikin, Ilja Bjakin, Igor Boldin, Swjatoslaw Chalisow, Sergei Charin, Sergei Goloschumow, Sergei Gorbunow, Andrei Karpin, Andrei Martemjanow, Andrei Matyzin, Sergei Nemtschinow, Arkadi Obuchow, Sergei Prjachin, Jewgeni Schtepa, Walerij Schyrjajew, Oleg Starkow, Wladimir Tjurikow, Leonid Truchno, Alexander Tschornych, German Wolgin Trainerstab: Anatoli Kostrjukow, Igor Tusik |
| Silber Tschechoslowakei | Miroslav Bláha, Roman Božek, Milan Černý, Libor Dolana, Václav Fürbacher, Dominik Hašek, Ernest Hornák, Miloš Hrubeš, Jiří Jiroutek, Jiři Jonak, Vladimír Kameš, Petr Klíma, Ludvik Kopecký, Lumír Kotala, Jaromír Látal, František Musil, Kamil Prachař, Petr Rosol, Vladimír Růžička, Antonín Stavjaňa Trainerstab: František Pospíšil, Václav Červený                                         |
| Bronze Kanada           | Dave Andreychuk, Paul Boutilier, Joe Cirella, Paul Cyr, Dale Derkatch, Mike Eagles, Pat Flatley, Gary Leeman, Mario Lemieux, Mark Morrison, James Patrick, Mike Sands, Brad Shaw, Gordon Sherven, Tony Tanti, Larry Trader, Sylvain Turgeon, Pat Verbeek, Mike Vernon, Steve Yzerman Trainer: Dave King                                                                                          |

| Absteiger:  | Norwegen |
| Aufsteiger: | Schweiz  |

### Auszeichnungen
Spielertrophäen
| Auszeichnung       | Spieler         | Team             |
| ------------------ | --------------- | ---------------- |
| Bester Torhüter    | Dominik Hašek   | Tschechoslowakei |
| Bester Verteidiger | Ilja Bjakin     | UdSSR            |
| Bester Stürmer     | Tomas Sandström | Schweden         |

All-Star-Team
| Angriff:      | German Wolgin – Vladimír Růžička – Tomas Sandström |
| Verteidigung: | Simo Saarinen – Ilja Bjakin                        |
| Tor:          | Matti Rautianen                                    |

## B-Weltmeisterschaft
in Anglet, Frankreich

### Vorrunde
| Team           | AUT  | JPN | NED  | ITA  | Tore  | Pkt. |
| -------------- | ---- | --- | ---- | ---- | ----- | ---- |
| 1. Japan       |      | 6:3 | 4:5  | 12:2 | 22:10 | 4:2  |
| 2. Österreich  | 3:6  |     | 8:4  | 7:3  | 18:13 | 4:2  |
| 3. Niederlande | 5:4  | 4:8 |      | 11:6 | 20:18 | 4:2  |
| 4. Italien     | 2:12 | 3:7 | 6:11 |      | 11:30 | 0:6  |

| Team          | SUI  | POL  | FRA  | DAN  | Tore  | Pkt. |
| ------------- | ---- | ---- | ---- | ---- | ----- | ---- |
| 1. Schweiz    |      | 6:2  | 6:5  | 10:1 | 22:8  | 6:0  |
| 2. Polen      | 2:6  |      | 6:3  | 10:2 | 18:11 | 4:2  |
| 3. Frankreich | 5:6  | 3:6  |      | 11:3 | 19:15 | 2:4  |
| 4. Dänemark   | 1:10 | 2:10 | 3:11 |      | 6:31  | 0:6  |

### Meister- und Abstiegsrunde
| Team          | SUI   | JPN   | POL   | AUT   | Tore  | Pkt. |
| ------------- | ----- | ----- | ----- | ----- | ----- | ---- |
| 1. Schweiz    |       | 1:4   | (6:2) | 6:2   | 13:8  | 4:2  |
| 2. Japan      | 4:1   |       | 3:5   | (6:3) | 13:9  | 4:2  |
| 3. Polen      | (2:6) | 5:3   |       | 6:3   | 13:11 | 4:2  |
| 4. Österreich | 2:6   | (3:6) | 3:6   |       | 8:18  | 0:6  |

| Team           | FRA    | NED    | DAN    | ITA    | Tore  | Pkt. |
| -------------- | ------ | ------ | ------ | ------ | ----- | ---- |
| 1. Frankreich  |        | 10:3   | (11:3) | 3:3    | 24:9  | 5:1  |
| 2. Niederlande | 3:10   |        | 6:6    | (11:6) | 20:22 | 3:3  |
| 3. Dänemark    | (3:11) | 6:6    |        | 5:4    | 14:21 | 3:3  |
| 4. Italien     | 3:3    | (6:11) | 4:5    |        | 13:19 | 1:5  |

### Abschlussplatzierungen
| Pl. | Team        |
| --- | ----------- |
| 1   | Schweiz     |
| 2   | Japan       |
| 3   | Polen       |
| 4   | Österreich  |
| 5   | Frankreich  |
| 6   | Niederlande |
| 7   | Dänemark    |
| 8   | Italien     |

### Auf- und Absteiger
| Aufsteiger in die A-Gruppe: | Schweiz  |
| Absteiger aus der A-Gruppe: | Norwegen |
| Absteiger in die C-Gruppe:  | Italien  |
| Aufsteiger in die B-Gruppe: | Rumänien |

### Topscorer
| Spieler          | Land       | Tore | Assists | Punkte |
| ---------------- | ---------- | ---- | ------- | ------ |
| Christophe Ville | Frankreich | 7    | 4       | 11     |
| Franck Ganis     | Frankreich | 5    | 5       | 10     |
| Marian Guzy      | Polen      | 8    | 1       | 9      |

### Auszeichnungen
Spielertrophäen
| Auszeichnung       | Spieler            | Team       |
| ------------------ | ------------------ | ---------- |
| Bester Torhüter    | Witold Zameta      | Polen      |
| Bester Verteidiger | Christian Heinrich | Österreich |
| Bester Stürmer     | Christophe Ville   | Frankreich |

## C-Weltmeisterschaft
in Bukarest, Rumänien

### Spiele und Abschlusstabelle
| Team          | ROM  | BUL | HUN | AUS  | Tore  | Pkt.  |
| ------------- | ---- | --- | --- | ---- | ----- | ----- |
| 1. Rumänien   |      | 4:1 | 9:3 | 10:2 | 49: 9 | 12: 0 |
| 2. Bulgarien  | 2:8  |     | 1:3 | 4:1  | 16:18 | 06: 6 |
| 3. Ungarn     | 0:8  | 2:4 |     | 7:5  | 21:30 | 06: 6 |
| 4. Australien | 1:10 | 0:4 | 3:6 |      | 12:41 | 00:12 |

Normalschrift 1. Runde, Kursivschrift 2. Runde

### Auf- und Absteiger
| Aufsteiger in die B-Gruppe: | Rumänien |
| Absteiger aus der B-Gruppe: | Italien  |

### Auszeichnungen
Spielertrophäen
| Auszeichnung       | Spieler              | Team      |
| ------------------ | -------------------- | --------- |
| Bester Torhüter    | Konstantin Michailow | Bulgarien |
| Bester Verteidiger | Dumitru Dima         | Rumänien  |
| Bester Stürmer     | Cristian Udrea       | Rumänien  |